# 索托冰川
索托冰川（英語：Soto Glacier），是南極洲的冰川，位於帕爾默地東岸，全長22公里，流經斯特羅姆嶺西南面，最終注入奧多姆灣，在1974年由美國探險隊繪入地圖，現時由南極條約體系管理。